# Carbia
Carbia är ett släkte av fjärilar. Carbia ingår i familjen mätare.
Kladogram enligt Catalogue of Life:
| Carbia | \| \| Carbia calefacta \| \| \| \| \| \| Carbia calescens \| \| \| \| \| \| Carbia moderata \| \| \| \| \| \| Carbia nexilinea \| \| \| \| |
|        | \| \| Carbia calefacta \| \| \| \| \| \| Carbia calescens \| \| \| \| \| \| Carbia moderata \| \| \| \| \| \| Carbia nexilinea \| \| \| \| |
|        | Carbia calefacta |
|        | |
|        | Carbia calescens |
|        | |
|        | Carbia moderata |
|        | |
|        | Carbia nexilinea |
|        | |